# Tomás Cano Ruiz
Tomás Cano Ruiz (La Unión, Región de Murcia, 1900 - Murcia, agosto de 1986) fue un escritor anarquista y sindicalista español.

## Biografía
De familia muy humilde, sus orígenes familiares, por parte de su padre, provienen de Jorquera (Albacete)  y de La Unión por parte de su madre.  
Ateo convencido, vivió con su pareja Amparo García Rodríguez, con la que tuvo tres hijas. 
Tuvo 5 hermanos: Benjamín (dibujante, pintor, maestro y editor anarquista), Vicente, Juan (ambos militantes anarquistas), Maria Encarnación y Julia.
En 1915 colaboró en el diario anarquista El Rebelde y en 1916 fue expulsado de Melilla, donde había ido de vacaciones, por mantener contacto con anarquistas. Entonces se afilió a la CNT y en 1918 participó en la Campaña Nacional de Propaganda Anarquista en Murcia. En 1919 se trasladó a Barcelona, donde vivió hasta 1920 trabajando de panadero y se afilió a la Federación Nacional de Grupos Anarquistas (FNGA). Participó en mítines de Salvador Seguí y Rubinat y formó parte del Comité Nacional Clandestino de la CNT con Simó Piera y Pagès, Andreu Nin, Josep Molins Montserrat y Genaro Minguet. En 1920 participó en actos antirrepresivos de UGT en Granada y poco después fue detenido en Gràcia .
En 1922 participó en la Conferencia de Zaragoza de la Confederación Regional del Trabajo de Cataluña como parte de su Comité Nacional. En 1927 participó en la fundación de la Federación Anarquista Ibérica (FAI) y en 1928 fue acusado de pistolerismo y atraco, por lo que fue condenado a 10 años de cárcel. Consiguió salir de la cárcel y se exilió a Francia y Argel, de donde no volvería hasta 1930. Proclamada la Segunda República Española participó en las conferencias de Barcelona de la CRTC (mayo-junio), en el Pleno de Sindicatos (agosto) y en el Pleno Regional de la CRTC (11-13 de octubre de 1931). Asimismo, dirigió la revista Tierra y Libertad y fue redactor de Solidaridad Obrera. Fue detenido en la insurrección del Alto Llobregat de enero de 1932 en aplicación de la Ley de Defensa de la República junto con Buenaventura Durruti y Francisco Ascaso, con quienes fue confinado en el barco Buenos Aires y donde organizaron una huelga de hambre. Después de estar un tiempo desterrados en Bata (Guinea Ecuatorial) y en Fuerteventura, en septiembre de 1932 pudo regresar a la Península. Entonces organizó varios mítines de la FAI en toda Cataluña y la Comunidad Valenciana, fundando las Juventudes Libertarias de Alicante (1932) y participando en la Agrupación Pro-Escuelas Racionalistas de Alicante (1934). El 9 de mayo de 1933 resultó gravemente herido en un choque con la policía durante la huelga del puerto de Alicante.
En 1934 fue nombrado secretario del Comité Peninsular de la FAI y en 1935 fue detenido varias veces. A raíz del golpe de Estado del 18 de julio de 1936 fue representante de la FAI en el Consejo de Administración Municipal de Alicante. La guerra civil española la pasó en la Región de Murcia y criticó durísimamente el traslado del gobierno republicano de Madrid a Valencia. Entre 1937 y 1939 organizó varios mítines y actos, ocupando también cargos administrativos menores; en enero de 1939 formó parte del Consejo de Administración Municipal de Valencia. Al terminar la guerra cruzó los Pirineos y se marchó a París, donde trabajó como profesor de español en Nanterre . También ocupó varios cargos de la CNT y dirigió algunas publicaciones. También defendió la actuación de Indalecio Prieto e incluso durante un tiempo se afilió al PSOE. Dio conferencias en París en 1962 y 1971; en 1974 fue nombrado secretario de la Regional de Levante de la CNT del Exilio.
Tras la muerte del dictador Francisco Franco dio clases en escuelas de verano en Murcia. En 1983 se estableció en Valencia y posteriormente en Murcia. Fue enterrado en el cementerio de Totana.
En su ciudad natal, La Unión, una calle lleva su nombre.

## Obras
- La FAI y los momentos actuales (1937)
- El Cantón de Cartagena (Caracas, 1973)
- Binomio CNT-FAI. 19 de julio de 1936 (Calgary, 1975)
- Homenaje a Ferrer Guardia, fundador de La Escuela Moderna (1976)
- Cuestiones ibéricas (c. 1977)
- La Commune de París (1871) (1977)
- Zarabanda insular (1977)
- Doña Anastasia (1979)
- Memorial de Chicago (1979)
- Miguel Bakunin. Antología (México, 1980)
- camHoméricas regionales (1981)
- Escuela de verano (1982)